# Wiidii
Wiidii est une société française créée en juin 2014 à Bordeaux par Cédric Dumas (son actuel dirigeant) spécialisée dans l'expérience client. Avec un positionnement BtoBtoC, la société développe des applications de fidélisation client en marque blanche qu'elle propose à de grands groupes.

## Historique
Alors responsable d'un service de conciergerie appelé Rêvexo-C, Cédric Dumas dit avoir eu l'idée en 2014 d'un "compagnon numérique" pour démocratiser la conciergerie et la rendre accessible à tous. La société Wiidii est fondée la même année à Bordeaux, où se trouve aujourd'hui son siège social.
Pendant un an, il fait le tour des centres de recherche d'Intelligence Artificielle pour se familiariser avec l'IT, ce secteur et ses activités, en vue de constituer une équipe spécialisée pour créer les premiers prototypes d'une application. Parallèlement, l'étude des plus grands de l'industrie (Google, Microsoft, Apple...) amènent la société à combiner "le meilleur des mondes de l'apprentissage machine et de la perspicacité humaine" pour développer son produit.
En 2016, après plusieurs pilotes pour le compte de groupes dans différents secteurs (hôtellerie, transport aérien, banque, construction automobile...), la start-up signe ses premiers contrats en septembre avec la ville Bordeaux, Zodiac Nautic et Transavia. En 2015, elle remporte la Palme du tourisme Numérique 2015 remis par Atout France puis l'année suivante le Prix Innovation des Aquitains qui distingue les entreprises performantes dans chaque département de l'Aquitaine.
En 2017, c'est le début d'un déploiement à l'international pour Wiidii avec la signature d'un contrat monde avec AXA Partners. Ce partenariat stratégique associe l'expertise en assistance personnelle de la start-up au réseau mondial de partenaires de la filiale AXA pour proposer une solution digitale innovante. Outre cette collaboration, Wiidii participe pour la première fois au Consumer Electronics Show (CES) de Las Vegas. La visibilité apportée par l'évènement lui permet de nouer de multiples contacts, internationaux et français, avant de lancer de nouveaux pilotes à grande échelle l'année suivante. En France, elle signe avec la Caisse d'Epargne Côte d'Azur dans l'objectif d'étendre son service à l'ensemble du réseau national. Une levée de 800 000 euros lui permet d'accompagner sa croissance et de continuer à se doter des meilleurs outils technologiques pour franchir un cap dans le développement de son produit.
En 2018, quatre ans après sa création, Wiidii se dote d'un nouveau socle technologique grâce à une nouvelle levée de fonds de 2,5 millions d'euros. La société entreprend de grands travaux en matière de R&D, notamment en machine learning, pour améliorer sa technologie et bénéficier des avantages d'une IA en réseaux de neurones (par exemple, avec un fonctionnement prédictif).
Dans un objectif de conquête des marchés internationaux et pour renforcer la gestion de son service en 24/7, Wiidii ouvre deux filiales à Montréal (Canada, Québec) et à Barcelone (Espagne). La même année, la société participe à des évènements de référence dans le secteur des nouvelles technologies pour gagner en visibilité et continuer de nouer des contacts. À commencer par le CES 2018, qui a été un vrai accélérateur pour rencontrer des clients et investisseurs lors de sa première participation en 2017, au point que la société "ne fait plus de prospection commerciale".
Parallèlement sur les années 2017 et 2018, Wiidii participe au Mobile World Congress à Barcelone (et est la seule start-up française sélectionnée au 4YFN Awards), au WebSummit à Lisbonne et à VivaTechnology à Paris.
En 2019, phase de développement exponentiel pour la société française, Wiidii ouvre de nouveaux bureaux à Lille dans le quartier EuraTechnologies pour accompagner sa croissance et créer un nouveau pôle de service client, qui accueille aussi une partie de ses équipes techniques. La société continue de recruter massivement, déménageant dans le même temps son siège social dans le quartier d'affaires Euratlantique de Bordeaux. Wiidii réalise une levée de fonds, qui se chiffre à 3 millions d'euros.
Le 27 avril 2022, la société est placée en liquidation judiciaire .

## Une application pour l'organisation du quotidien
Disponible sur Androidet iOS, 24h/24 et 7j/7, en français et en anglais, Wiidii a conçu un produit de fidélisation client développé en marque blanche pour de grands groupes afin de leur permettre de créer un lien quotidien avec leurs clients.